# Gustave Loosé
Peter August Loosé (auch: Gustave oder kurz: Gust; * 28. September 1865; † 9. Mai 1930) war ein luxemburgischer Politiker in Steinfort und Hochofeningenieur im Steinforter Hüttenwerk.

## Leben und Familie
Gustave Loosé war der eheliche Sohn des August Heinrich Engelhard Loosé (* 1831, Goslar), Bierbrauer in Luxemburg und der Susanna Loosé, geborene Ditsch (* 1831). Gustave Loosé war das zweite von vier Kindern der Eheleute Loosé.
Er heiratete am 11. Dezember 1894 in Luxemburg Anne Kaempf. Aus der Ehe entstammen zwei Kinder, Marguerite (* 1895) und Bernard (* 1897), die beide im Steinforter Hüttenwerk geboren wurden, wo die Familie lebte.
Gustave Loosé wurde am 12. Mai 1930 auf dem Liebfrauenfriedhof in der Stadt Luxemburg, neben seinem Schwiegersohn, dem Schriftsteller Mathias Esch (* 1882; † 14. November 1928), beigesetzt. Den Niedergang der Steinforter Hütte erlebte er, nicht jedoch die Stilllegung des letzten Hochofens (III) im April 1931, worauf das Hüttenwerk endgültig aufgegeben wurde.

## Schulbildung
Gustave Loosé besuchte die Mittelschule in der Stadt Luxemburg, studierte ab 1884 am Polytechnikum in Aachen (heute: RWTH Aachen). Das Studium schloss er am 26. Februar 1889 mit gutem Erfolg als Hütteningenieur ab.

## Tätigkeit
Die erste berufliche Erfahrung sammelte er in der Hütte in Audun-le-Tiche (Frankreich) und am 1. Juni 1890 wurde er Fabrikationschef in der Steinforter Hütte in Luxemburg (Directeur-gérant de la Société anonyme des Hauts-Fourneaux et Aciéries de Steinfort). Im Dezember 1919, als Felten & Guilleaume die Hütte endgültig verkaufte und an die Société des Mines de la Loire übertragen wurde, wurde Loosé Generaldirektor der Hütte.

## Politische Tätigkeit
1896 wurde Loosé Mitglied des Gemeinderats von Steinfort und gehörte diesem ununterbrochen als Gemeinderat, Schöffe bzw. Bürgermeister bis zum 31. Dezember 1924 an. Von 1913 bis 1918 bekleidete er das Amt des Bürgermeisters der Gemeinde. Nach seiner Tätigkeit im Gemeinderat von Steinfort wurde er Mitglied der Luxemburger Handelskammer.

## Mitgliedschaften
Gustave Loosé war Mitglied und Ehrenpräsident der Amicale des Anciens Élèves de l’Ècole Polytechnique d’Aix-la-Chapelle und Mitglied der Alliance française (Sektion Steinfort) und der Fédération des Industriels sowie des Luxemburger Ingenieurvereins.

## Ehrungen
Am 17. Dezember 1925 wurde Gustave Loosé zum Officier de L‘Ordre de Léopold (Offizier des Leopoldsorden) ernannt (siehe: Leopoldsorden (Belgien)), weil er während des Ersten Weltkriegs so weit wie nur möglich belgischen Grenzbewohnern einen Arbeitsplatz in der Steinforter Hütte verschaffte und dadurch Deportationen durch die deutschen Besatzungstruppen in Belgien verhinderte.